# Pommérieux (Mosella)
Pommérieux è un comune francese di 704 abitanti situato nel dipartimento della Mosella nella regione del Grand Est.

## Società

### Evoluzione demografica
Abitanti censiti